# Корнелл, Джозеф
Джозеф Корнелл (англ. Joseph Cornell; 24 декабря 1903 года, Нью-Йорк — 29 декабря 1972 года, там же) — американский художник, скульптор, кинорежиссёр-авангардист.

## Биография
Прожил одинокую жизнь на окраине Нью-Йорка (в Квинсе) с матерью и больным братом, сменил множество тяжелых профессий, зарабатывая ему на лечение.

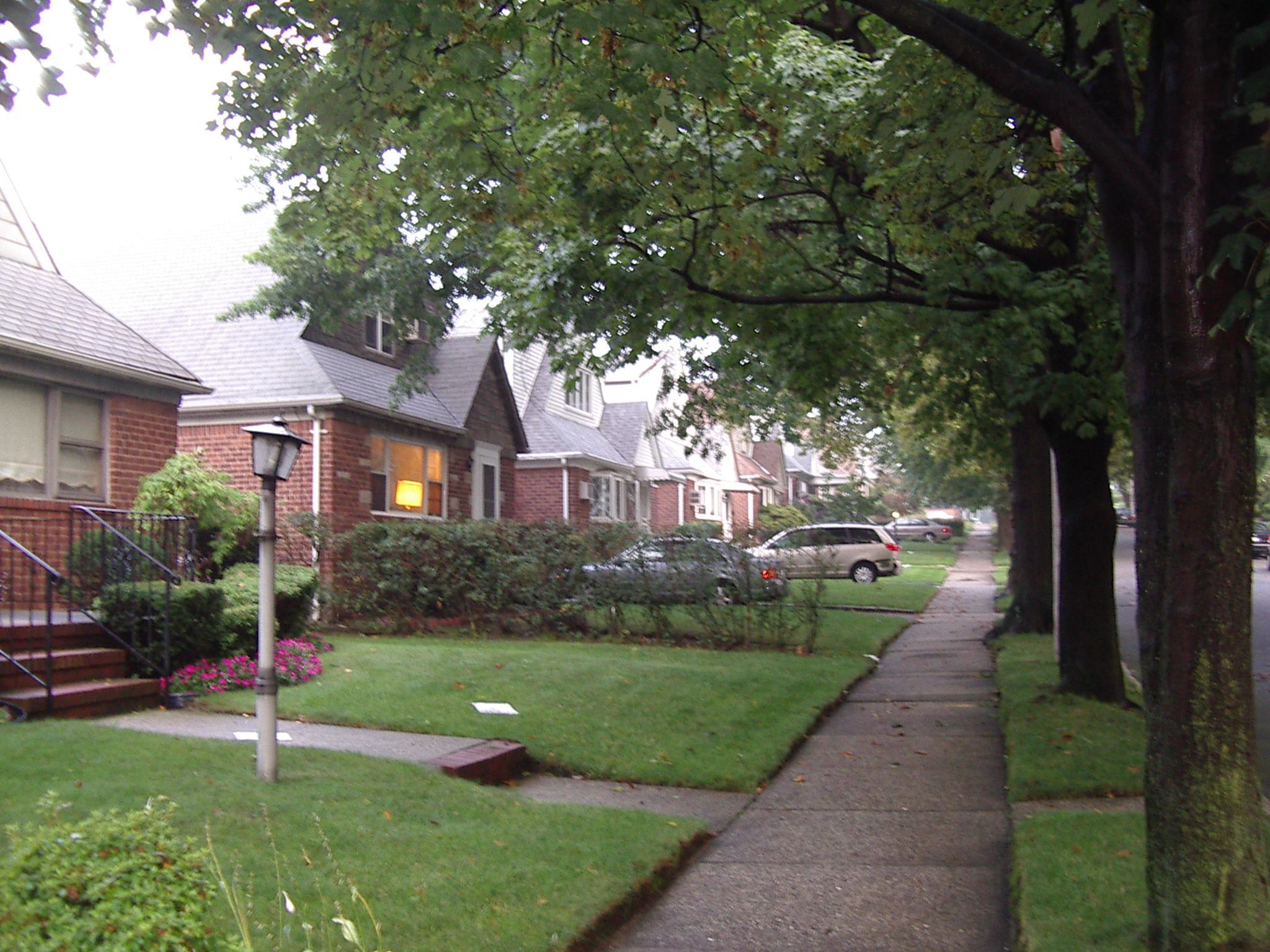
Квинс, Бэйсайд.

В начале 1920-х годов Корнелл испытал сильнейшее влияние идей «христианской науки» Мэри Бейкер-Эдди. С конца 1920-х годов, под влиянием коллажей Макса Эрнста, обратился к технике ассамбляжа (трехмерного коллажа из «найденных предметов»), позже заинтересовался работами Марселя Дюшана и Курта Швиттерса. Первые композиции Корнелла созданы в середине 1930-х годов. Его работы отличались загадочностью и ностальгической тоской. С 1936 года участвовал в выставках сюрреалистов и дадаистов, хотя сам никогда не причислял себя к сюрреализму, не интересовался ни подсознательным, ни чудесным: его ориентирами были американские трансценденталисты, поэзия Эмили Дикинсон, визионерское творчество Жерара де Нерваля. В том же году состоялся премьерный показ «Розы Хобарт» в галерее Жюльена Леви.
В 1940—1950-х годах Корнелл снял несколько короткометражных экспериментальных фильмов, в том числе — в соавторстве с лидером авангардного американского кино Стэном Брекиджем: «Чудесное кольцо» (1955) и другими . Занятную историю размолвки Корнелла и Брекиджа рассказывает Гай Давенпорт в эссе «Собака Перголези». В 1942 году Корнелл вместе с Марселем Дюшаном организовал выставку в галерее Пегги Гуггенхайм.
Джозеф Корнелл был фанатичным поклонником французской актрисы, певицы и танцовщицы Зизи Жанмер; он собирал вырезки статей о ней, её афиши, фотографии, хранил её автограф, посвятил Жанмер свою работу «La Lanterne Magique du Ballet Romantique».
Джозеф Корнелл до конца своих дней почти не покидал Нью-Йорк и умер в возрасте 70 лет.

## Известность и признание
Более широкая известность к Джозефу Корнеллу пришла после коллективной выставки «Искусство ассамбляжа» в Нью-Йоркском музее современного искусства (1961), где его ностальгическим коробкам, напоминающим детские «секреты», был предоставлен отдельный зал, и персональной экспозиции в галерее Соломона Гуггенхайма (1967). Его творчество нашло отклик у новой волны нью-йоркского авангарда — Э. Уорхола, Р. Раушенберга, Дж. Эшбери, С. Зонтаг и других.